# Championnats d'Europe d'athlétisme en salle 1985
Navigation
Les 16e Championnats d'Europe d'athlétisme en salle se sont déroulés les 2 et 3 mars 1985 au Stade de la Paix et de l'Amitié du Pirée, en Grèce. 22 épreuves figurent au programme (12 masculines et 10 féminines).

## Résultats

### Hommes
| Épreuves         | Or                                     | Argent                                 | Bronze                                 |
| 60 m             | Mike McFarlane (GBR) 6 s 61            | Antoine Richard (FRA) 6 s 63           | Ronald Desruelles (BEL) 6 s 64         |
| 200 m            | Stefano Tilli (ITA) 20 s 77            | Olaf Prenzler (GDR) 20 s 83            | Aleksandr Yevgenyev (URS) 20 s 95      |
| 400 m            | Todd Bennett (GBR) 45 s 56             | Klaus Just (FRG) 45 s 90               | José Alonso (ESP) 46 s 52              |
| 800 m            | Rob Harrison (GBR) 1 min 49 s 09       | Petre Dragoescu (ROU) 1 min 49 s 38    | Leonid Masunov (URS) 1 min 49 s 59     |
| 1 500 m          | José Luis González (ESP) 3 min 39 s 26 | Marcus O'Sullivan (IRL) 3 min 39 s 75  | José Luis Carreira (ESP) 3 min 40 s 43 |
| 3 000 m          | Bob Verbeeck (BEL) 8 min 10 s 84       | Thomas Wessinghage (FRG) 8 min 10 s 88 | Vitaliy Tishchenko (URS) 8 min 10 s 91 |
| 60 mètres haies  | György Bakos (HUN) 7 s 60              | Jiří Hudec (TCH) 7 s 68                | Vyacheslav Ustinov (URS) 7 s 70        |
| Saut en hauteur  | Patrik Sjöberg (SWE) 2,35 m            | Aleksandr Kotovich (URS) 2,30 m        | Dariusz Biczysko (POL) 2,30 m          |
| Saut à la perche | Sergueï Bubka (URS) 5,70 m             | Aleksandr Krupskiy (URS) 5,70 m        | Atanas Tarev (BUL) 5,60 m              |
| Saut en longueur | Gyula Pálóczi (HUN) 8,15 m             | László Szalma (HUN) 8,15 m             | Serhiy Layevskiy (URS) 8,14 m          |
| Triple saut      | Khristo Markov (BUL) 17,29 m           | Ján Čado (TCH) 17,23 m                 | Volker Mai (GDR) 17,14 m               |
| Lancer du poids  | Remigius Machura (TCH) 21,74 m         | Ulf Timmermann (GDR) 21,44 m           | Werner Günthör (SUI) 21,23 m           |

### Femmes
| Épreuves         | Or                                  | Argent                                  | Bronze                                 |
| 60 m             | Nelli Cooman (NED) 7 s 10           | Marlies Göhr (GDR) 7 s 13               | Heather Oakes (GBR) 7 s 22             |
| 200 m            | Marita Koch (GDR) 22 s 82           | Kirsten Emmelmann (GDR) 23 s 06         | Els Vader (NED) 23 s 64                |
| 400 m            | Sabine Busch (GDR) 51 s 35          | Dagmar Neubauer (GDR) 51 s 40           | Alena Bulířová (TCH) 52 s 64           |
| 800 m            | Ella Kovacs (ROU) 2 min 00 s 51     | Nadezhda Olizarenko (URS) 2 min 00 s 90 | Cristeana Cojocaru (ROU) 2 min 01 s 01 |
| 1 500 m          | Doina Melinte (ROU) 4 min 02 s 54   | Fita Lovin (ROU) 4 min 03 s 46          | Brigitte Kraus (FRG) 4 min 03 s 64     |
| 3 000 m          | Agnese Possamai (ITA) 8 min 55 s 25 | Olga Bondarenko (URS) 8 min 58 s 03     | Yvonne Murray (GBR) 9 min 00 s 94      |
| 60 mètres haies  | Cornelia Oschkenat (GDR) 7 s 90     | Ginka Zagorcheva (BUL) 8 s 02           | Anne Piquereau (FRA) 8 s 03            |
| Saut en hauteur  | Stefka Kostadinova (BUL) 1,97 m     | Susanne Helm (GDR) 1,94 m               | Danuta Bulkowska (POL) 1,90 m          |
| Saut en longueur | Galina Chistyakova (URS) 7,02 m     | Eva Murková (TCH) 6,99 m                | Heike Drechsler (GDR) 6,97 m           |
| Lancer du poids  | Helena Fibingerová (TCH) 20,84 m    | Claudia Losch (FRG) 20,59 m             | Heike Hartwig (GDR) 19,93 m            |

## Tableau des médailles
| Rang | Nation               | Or | Argent | Bronze | Total |
| ---- | -------------------- | -- | ------ | ------ | ----- |
| 1    | Allemagne de l'Est   | 3  | 6      | 3      | 12    |
| 2    | Royaume-Uni          | 3  | 0      | 2      | 5     |
| 3    | Union soviétique     | 2  | 4      | 5      | 11    |
| 4    | Tchécoslovaquie      | 2  | 3      | 1      | 6     |
| 5    | Roumanie             | 2  | 2      | 1      | 5     |
| 6    | Bulgarie             | 2  | 1      | 1      | 4     |
| 7    | Hongrie              | 2  | 1      | 0      | 3     |
| 8    | Italie               | 2  | 0      | 0      | 2     |
| 9    | Espagne              | 1  | 0      | 2      | 3     |
| 10   | Pays-Bas             | 1  | 0      | 1      | 2     |
| 10   | Belgique             | 1  | 0      | 1      | 2     |
| 12   | Suède                | 1  | 0      | 0      | 1     |
| 13   | Allemagne de l'Ouest | 0  | 3      | 1      | 4     |
| 14   | France               | 0  | 1      | 1      | 2     |
| 15   | Irlande              | 0  | 1      | 0      | 1     |
| 16   | Pologne              | 0  | 0      | 2      | 2     |
| 17   | Suisse               | 0  | 0      | 1      | 1     |